# Apanteles smerdis
Apanteles smerdis är en stekelart som beskrevs av Nixon 1965. Apanteles smerdis ingår i släktet Apanteles och familjen bracksteklar. Inga underarter finns listade i Catalogue of Life.